# Aphodius melanostictus
Aphodius melanostictus är en skalbaggsart som beskrevs av Schmidt 1840. Aphodius melanostictus ingår i släktet Aphodius, och familjen bladhorningar. Arten har ej påträffats i Sverige.